# Паоло Монтанья
Паоло Монтанья (італ. Paolo Montagna, нар. 28 травня 1976, Сан-Марино) — санмаринський футболіст, що грав на позиції нападника.
Виступав за клуби «Ювенес-Догана» та «Космос», а також національну збірну Сан-Марино.

## Клубна кар'єра
У дорослому футболі дебютував 1994 року виступами за команду клубу «Ювенес-Догана», в якій провів шість сезонів,.
Протягом 2000—2002 років захищав кольори команди клубу «Космос».
Своєю грою за останню команду знову привернув увагу представників тренерського штабу клубу «Ювенес-Догана», до складу якого повернувся 2002 року. Цього разу відіграв за команду із Серравалле наступні чотири сезони своєї ігрової кар'єри.
У 2006 році повернувся до клубу «Космос», за який відіграв ще 7 сезонів. В команді регулярно забивав, в середньому 0,48 рази за кожен матч чемпіонату. Завершив професійну кар'єру футболіста виступами за команду «Космос» (Серравалле) у 2013 році.

## Виступи за збірну
У 1995 році дебютував в офіційних матчах у складі національної збірної Сан-Марино. Протягом кар'єри у національній команді, яка тривала 17 років, провів у формі головної команди країни лише 46 матчів.

## Титули і досягнення
- Премія Pallone di Cristallo: 2011